# Jan Långben och Putte
Jan Långben och Putte (även Jan Långben och Buster) (engelska: Man's Best Friend) är en amerikansk animerad kortfilm med Långben från 1952.

## Handling
Långben har skaffat en hund som han väljer att kalla för Putte och redan när han köpt den får han besvär med att försöka träna den. Och med åren blir Putte större, vilket gör Långbens grannar en aning arga.

## Om filmen
Filmen hade svensk premiär den 9 april 1956 på biografen Spegeln i Stockholm.
Filmen har givits ut på VHS och finns dubbad till svenska.

## Rollista (i urval)
- Pinto Colvig – Långben[7]